# Farshad Hashemi
farshad hashemi (sinh ngày 20 tháng 1 năm 1997) là một cầu thủ bóng đá người Iran hiện tại thi đấu cho Naft Tehran ở Persian Gulf Pro League.

## Sự nghiệp

### Siah Jamegan
Mosleh thi đấu cho Saipa trước khi chuyển đến Siah Jamegan vào mùa hè năm 2016.

### Persepolis
Ngày 18 tháng 6 năm 2017 Farshad gia nhập câu lạc bộ tại Persian Gulf Pro League Persepolis với bản hợp đồng 3 năm.